# Karlaby mosse naturreservat
Karlaby mosse naturreservat är ett naturreservat i Simrishamns kommun i Skåne län.
Området är naturskyddat sedan 2024 och är 14 hektar stort. Reservatet ligger sydost om Östra Vemmerlöv och består av två områden med betesmarker och rikkärr.